# Анновка (Народичский район)
Анновка (укр. Ганнівка) — село на Украине, находится в Народичском районе Житомирской области. Стоит на реке Лозница.
Код КОАТУУ — 1823755103. Население по переписи 2001 года составляет 39 человек. Почтовый индекс — 11400. Телефонный код — 4140. Занимает площадь 0,429 км².

## Адрес местного совета
11400, Житомирская обл., Народичский р-н, пгт Народичи, ул. Ленина, 175.